# Парк макета (Деспотовац)
Парк макета се налази у општини Деспотовац, на самом излазу, регионални пут према Ресавској пећини.
Парк је отворен 2008. године и простире се на површини од 3000 m².
Тренутна поставка парка броји нешто преко 30 средњовековних српских манастира и цркви који су урађени у размери 1:17 у односу на праве величине здања.
Парк је отворен од априла до новембра.

## Списак макета
- Манастир Манасија
- Манастир Раваница
- Манастир Горњак
- Љубостиња (манастир)
- Велуће (манастир)
- Каленић (манастир)
- Лазарица (Крушевац)
- Манастир Хиландар
- Црква Вазнесења Господњег у Чачку
- Манастир Свете Тројице (Овчар)
- Студеница (манастир)
- Јоаким и Ана
- Жича (манастир)
- Манастир Бања
- Манастир Милешева
- Манастир Сопоћани
- Манастир Градац
- Свети Ахилије у Ариљу
- Манастир Ђурђеви ступови
- Манастир Крупа
- Манастир Крушедол
- Високи Дечани
- Манастир Пећка патријаршија
- Манастир Богородица Љевишка
- Манастир Грачаница
- Петрова црква
- Црква вазнесења Христовог (Русија)